# Provincia marítima de Bilbao
La provincia marítima de Bilbao es una de las treinta provincias marítimas en que se divide el litoral de España. Comprende desde el meridiano de la punta Santurrarán de longitud 2º 24´W hasta el meridiano de la ensenada de Ontón de longitud 3º 09´W. Limita al este con la provincia marítima de San Sebastián y al oeste con la provincia marítima de Santander.
La capitanía de esta provincia marítima está situada en Bilbao. Su puerto más importante es el puerto de Bilbao.
De este a oeste consta de los siguientes distritos marítimos:
- Ondárroa (BI-4): desde la punta Santurrarán hasta la punta Planchagania.
- Lequeitio (BI-1): desde la punta Planchagania hasta el cabo Ogonio.
- Bermeo (BI-2): desde el xabo Ogonio hasta la punta Barasorda.
- Bilbao (BI-3): desde la punta Barasorda hasta la ensenada de Ontón.